# Федорине горе
Федорино горе (рос. Федорино горе) — казка для дітей і дорослих Корнія Чуковського. Опублікована у 1926 році.

## Сюжет
Від бабусі Федори втік увесь посуд, кухонне начиння, столові прилади та інші необхідні в господарстві речі. Причиною до цієї втечі послужило вкрай легковажне ставлення бабусі до чистоти, що межує з безтурботністю. У процесі втечі посуд зазнавав морального тиску з боку котів Федори, які повідомляли про вкрай неприємні перспективи, що чекають на посуд поза домом господині. Однак сила духу начиння була незламаною, і шлях до лісу продовжився.
Федора, що залишилася вдома, кається і збирається наздогнати посуд аби домовитися й повернути його додому.
Тим часом посуд відчуває, що сил у нього для подальшої подорожі зовсім мало, а на п'яти наступає розкаяна Федора, яка обіцяє виправитися і надалі піклуватися про свої речі:
— Ой ви бідні, ви сирітки мої,

Утюги і сковорідки мої!

Повертайтеся додому в цей же час,

Я водою з джерела помию вас,

Я почищу вас пісочком,

Я обдам вас кип’яточком,

І ви будете ізнов

Сяять — сонечко немов!

Після цієї обіцянки посуд погоджується повернутися до хазяйки.
Ну, Федоро, що ж, — гаразд,

Простимо на перший раз!

## Діафільм та екранізації
У 1963 році у СРСР був випущений діафільм «Федорине горе», намальований Борісом Калаушиним.
У 1974 році кіностудією Союзмультфільм був випущений мультфільм за мотивами твору — «Федорине горе» (автор сценарію і режисер Н. Червінська).